# Premier League 2017-18
La Premier League 2017-18 fue la vigesimosexta temporada de la máxima división inglesa, desde su creación en 1992. El Chelsea es el defensor del título, tras haberse proclamado campeón en la jornada 37 de la Premier League 2016-17, después de ganar como visitante al West Bromwich Albion por la mínima con gol de Michy Batshuayi.
Un total de 20 equipos participan en la competición, incluyendo 17 equipos de la temporada anterior y 3 ascendidos de la English Football League Championship 2016-17.

## Equipos participantes

### Ascensos y descensos
| Pos. | Descendidos de Premier League 2016-17 |
| ---- | ------------------------------------- |
| 18º  | Hull City                             |
| 19º  | Middlesbrough                         |
| 20º  | Sunderland                            |

| Pos.  | Ascendidos de la Championship 2016-17 |
| ----- | ------------------------------------- |
| 1º    | Newcastle United                      |
| 2º    | Brighton & Hove Albion                |
| Prom. | Huddersfield Town                     |

### Datos de los equipos
| Equipo                                    | Ciudad          | Entrenador          | Capitán          | Estadio              | Aforo  | Marca        | Patrocinador       | Patrocinador (Manga izq.) |
| ----------------------------------------- | --------------- | ------------------- | ---------------- | -------------------- | ------ | ------------ | ------------------ | ------------------------- |
| Arsenal                                   | Londres         | Arsène Wenger       | Per Mertesacker  | Emirates Stadium     | 60 338 | Puma         | Emirates           | n/a                       |
| Bournemouth                               | Bournemouth     | Eddie Howe          | Simon Francis    | Vitality Stadium     | 11 700 | Umbro        | M88                | M88                       |
| Brighton & Hove Albion                    | Brighton & Hove | Chris Hughton       | Bruno            | Amex Stadium         | 30 750 | Nike         | American Express   | JD                        |
| Burnley                                   | Burnley         | Sean Dyche          | Tom Heaton       | Turf Moor            | 22 619 | Puma         | Dafabet            | Golf Clash                |
| Chelsea                                   | Londres         | Antonio Conte       | Gary Cahill      | Stamford Bridge      | 42 000 | Nike         | Yokohama           | Alliance Tyres            |
| Crystal Palace                            | Londres         | Roy Hodgson         | Jason Puncheon   | Selhurst Park        | 26 255 | Macron       | ManBetX            | Dongqiudi                 |
| Everton                                   | Liverpool       | Sam Allardyce       | Phil Jagielka    | Goodison Park        | 39 571 | Umbro        | SportPesa          | Angry Birds               |
| Huddersfield Town                         | Huddersfield    | David Wagner        | Tommy Smith      | John Smith's Stadium | 24.500 | Puma         | OPE Sports         | PURE Legal                |
| Leicester City                            | Leicester       | Claude Puel         | Wes Morgan       | King Power Stadium   | 32 262 | Puma         | King Power         | Siam Commercial Bank      |
| Liverpool                                 | Liverpool       | Jürgen Klopp        | Jordan Henderson | Anfield              | 54 074 | New Balance  | Standard Chartered | Western Union             |
| Manchester City                           | Mánchester      | Pep Guardiola       | Vincent Kompany  | Etihad Stadium       | 55 000 | Nike         | Etihad Airways     | Nexen Tire                |
| Manchester United                         | Mánchester      | José Mourinho       | Michael Carrick  | Old Trafford         | 75 731 | Adidas       | Chevrolet          | n/a                       |
| Newcastle United                          | Newcastle       | Rafa Benítez        | Jamaal Lascelles | St James' Park       | 52 354 | Puma         | Fun88              | MRF Tyres                 |
| Southampton                               | Southampton     | Mark Hughes         | Steven Davis     | St Mary's Stadium    | 32 589 | Under Armour | Virgin Media       | Virgin Media              |
| Stoke City                                | Stoke-on-Trent  | Paul Lambert        | Ryan Shawcross   | Bet365 Stadium       | 27 740 | Macron       | Bet365             | Top Eleven                |
| Swansea City                              | Swansea         | Carlos Carvalhal    | Leon Britton     | Liberty Stadium      | 20 750 | Joma         | Letou              | Barracuda Networks        |
| Tottenham Hotspur                         | Londres         | Mauricio Pochettino | Hugo Lloris      | Wembley Stadium (1)  | 90 900 | Nike         | AIA                | n/a                       |
| Watford                                   | Watford         | Javi Gracia         | Troy Deeney      | Vicarage Road        | 19 920 | Adidas       | FxPro              | 138.com                   |
| West Bromwich Albion                      | West Bromwich   | Darren Moore        | Jonny Evans      | The Hawthorns        | 26 445 | Adidas       | Palm               | 12BET                     |
| West Ham United                           | Londres         | David Moyes         | Mark Noble       | Olímpico de Londres  | 60 000 | Umbro        | Betway             | MRF Tyres                 |
| Datos actualizados al 2 de abril de 2018. |                 |                     |                  |                      |        |              |                    |                           |

- Nota (1):El Tottenham Hotspur jugará en Wembley debido a la reconstrucción de su propio estadio, el White Hart Lane.
- Las equipaciones de los árbitros están hechas por Nike y patrocinadas por EA Sports. Además, Nike ha fabricado el nuevo balón, el Ordem V Premier League.

### Cambios de entrenadores
| Equipo               | Entrenador (jornadas)                  | Fecha de salida | Razón del cese     | Posición     | Entrenador entrante                    | Fecha de nombramiento |
| -------------------- | -------------------------------------- | --------------- | ------------------ | ------------ | -------------------------------------- | --------------------- |
| Watford              | Walter Mazzarri (Pretemporada)         | 21-may-2017     | Mutuo acuerdo      | Pretemporada | Marco Silva                            | 27-may-2017           |
| Crystal Palace       | Sam Allardyce (Pretemporada)           | 23-may-2017     | Retirado           | Pretemporada | Frank de Boer                          | 26-jun-2017           |
| Southampton          | Claude Puel (Pretemporada)             | 14-jun-2017     | Despedido          | Pretemporada | Mauricio Pellegrino                    | 26-jun-2017           |
| Crystal Palace       | Frank de Boer (1 - 4)                  | 11-sep-2017     | Despedido          | 20.º         | Roy Hodgson (5 - 38)                   | 12-sep-2017           |
| Leicester City       | Craig Shakespeare (1 - 8)              | 17-oct-2017     | Despedido          | 18.º         | Michael Appleton (Interino) (9)        | 17-oct-2017           |
| Everton              | Ronald Koeman (1 - 9)                  | 23-oct-2017     | Despedido          | 18.º         | David Unsworth (Interino) (10 - 14)    | 23-oct-2017           |
| Leicester City       | Michael Appleton (Interino) (9)        | 25-oct-2017     | Fin de interinidad | 14.º         | Claude Puel (10 - 38)                  | 25-oct-2017           |
| West Ham United      | Slaven Bilić (1 - 11)                  | 6-nov-2017      | Despedido          | 18.º         | David Moyes (12 - 38)                  | 6-nov-2017            |
| West Bromwich Albion | Tony Pulis (1 - 12)                    | 20-nov-2017     | Despedido          | 17.º         | Gary Megson (Interino) (13 - 14)       | 20-nov-2017           |
| West Bromwich Albion | Gary Megson (Interino) (13 - 14)       | 20-nov-2017     | Fin de interinidad | 16.º         | Alan Pardew (15 - 38)                  | 29-nov-2017           |
| Everton              | David Unsworth (Interino) (10 - 14)    | 30-nov-2017     | Fin de interinidad | 13.º         | Sam Allardyce (15 - 38)                | 30-nov-2017           |
| Swansea City         | Paul Clement (10 - 18)                 | 20-dic-2017     | Despedido          | 20.º         | Leon Britton (Interino) (19 - 20)      | 20-dic-2017           |
| Swansea City         | Leon Britton (Interino) (19 - 20)      | 28-dic-2017     | Fin de interinidad | 20.º         | Carlos Carvalhal (21 - 38)             | 28-dic-2017           |
| Stoke City           | Mark Hughes (1 - 22)                   | 6-ene-2018      | Despedido          | 18.º         | Eddie Niedzwiecki (Interino) (23 - 24) | 8-ene-2018            |
| Stoke City           | Eddie Niedzwiecki (Interino) (23 - 24) | 16-ene-2018     | Fin de interinidad | 18.º         | Paul Lambert (25 - 38)                 | 16-ene-2018           |
| Watford              | Marco Silva (1 - 24)                   | 21-ene-2018     | Despedido          | 10.º         | Javi Gracia (25 - 38)                  | 21-ene-2018           |
| Southampton          | Mauricio Pellegrino (1 - 30)           | 12-mar-2018     | Despedido          | 18.º         | Mark Hughes (31 - 38)                  | 15-mar-2018           |
| West Bromwich Albion | Alan Pardew (15 - 31)                  | 2-abr-2018      | Despedido          | 20.º         | Darren Moore (32 - 38)                 | 2-abr-2018            |

### Equipos por condado

#### Condados de Inglaterra
| Región                | N.º | Equipos                                                               |
| --------------------- | --- | --------------------------------------------------------------------- |
| Gran Londres          | 5   | Arsenal, Chelsea, Crystal Palace, Tottenham Hotspur y West Ham United |
| Gran Mánchester       | 2   | Manchester City y Manchester United                                   |
| Merseyside            | 2   | Everton y Liverpool                                                   |
| Dorset                | 1   | Bournemouth                                                           |
| Hampshire             | 1   | Southampton                                                           |
| Hertfordshire         | 1   | Watford                                                               |
| Lancashire            | 1   | Burnley                                                               |
| Leicestershire        | 1   | Leicester City                                                        |
| Midlands Occidentales | 1   | West Bromwich Albion                                                  |
| Staffordshire         | 1   | Stoke City                                                            |
| Sussex Oriental       | 1   | Brighton & Hove Albion                                                |
| Tyne y Wear           | 1   | Newcastle United                                                      |
| Yorkshire del Oeste   | 1   | Huddersfield Town                                                     |

#### Condados preservados de Gales
| Región              | N.º | Equipos      |
| ------------------- | --- | ------------ |
| Glamorgan del Oeste | 1   | Swansea City |

## Clasificación
| Pos. | Equipo                   | Pts. | PJ | G  | E  | P  | GF  | GC | Dif. | Clasificación |
| ---- | ------------------------ | ---- | -- | -- | -- | -- | --- | -- | ---- | ------------- |
| 1    | Manchester City (C)      | 100  | 38 | 32 | 4  | 2  | 106 | 27 | +79  |               |
| 2    | Manchester United        | 81   | 38 | 25 | 6  | 7  | 68  | 28 | +40  |               |
| 3    | Tottenham Hotspur        | 77   | 38 | 23 | 8  | 7  | 74  | 36 | +38  |               |
| 4    | Liverpool                | 75   | 38 | 21 | 12 | 5  | 84  | 38 | +46  |               |
| 5    | Chelsea                  | 70   | 38 | 21 | 7  | 10 | 62  | 38 | +24  |               |
| 6    | Arsenal                  | 63   | 38 | 19 | 6  | 13 | 74  | 51 | +23  |               |
| 7    | Burnley                  | 54   | 38 | 14 | 12 | 12 | 36  | 39 | −3   |               |
| 8    | Everton                  | 49   | 38 | 13 | 10 | 15 | 44  | 58 | −14  |               |
| 9    | Leicester City           | 47   | 38 | 12 | 11 | 15 | 56  | 60 | −4   |               |
| 10   | Newcastle United         | 44   | 38 | 12 | 8  | 18 | 39  | 47 | −8   |               |
| 11   | Crystal Palace           | 44   | 38 | 11 | 11 | 16 | 45  | 55 | −10  |               |
| 12   | Bournemouth              | 44   | 38 | 11 | 11 | 16 | 45  | 61 | −16  |               |
| 13   | West Ham United          | 42   | 38 | 10 | 12 | 16 | 48  | 68 | −20  |               |
| 14   | Watford                  | 41   | 38 | 11 | 8  | 19 | 44  | 64 | −20  |               |
| 15   | Brighton & Hove Albion   | 40   | 38 | 9  | 13 | 16 | 34  | 54 | −20  |               |
| 16   | Huddersfield Town        | 37   | 38 | 9  | 10 | 19 | 28  | 58 | −30  |               |
| 17   | Southampton              | 36   | 38 | 7  | 15 | 16 | 37  | 56 | −19  |               |
| 18   | Swansea City (D)         | 33   | 38 | 8  | 9  | 21 | 28  | 56 | −28  |               |
| 19   | Stoke City (D)           | 33   | 38 | 7  | 12 | 19 | 35  | 68 | −33  |               |
| 20   | West Bromwich Albion (D) | 31   | 38 | 6  | 13 | 19 | 31  | 56 | −25  |               |

Actualizado a los partidos jugados el 13 de mayo de 2018.
 Fuente: Premier League y SoccerWay
Nota:
- Debido a que el campeón de la EFL Cup 2017-2018 (Manchester City) está clasificado a la Liga de Campeones 2018-19, el lugar que otorga dicho torneo en la Europa League 2018-19 pasa al 6.º clasificado.
- Debido a que el campeón de la FA Cup 2017-18 (Chelsea) está clasificado a la Europa League 2018-19, el lugar que otorga dicho torneo en la Europa League 2018-19 pasa al 7.º clasificado.

|  | Clasificado para la Fase de grupos de la Liga de Campeones 2018-19.                 |
|  | Clasificado para la Cuarta ronda previa (play-off) de la Liga de Campeones 2018-19. |
|  | Clasificado para la Fase de grupos de la Liga Europea 2018-19.                      |
|  | Clasificado para la Tercera ronda previa de la Liga Europea 2018-19.                |
|  | Descendido a la English Football League Championship 2018-19.                       |

### Evolución de las clasificación
| Equipo / Jornada        | 1  | 2  | 3  | 4  | 5  | 6  | 7  | 8  | 9  | 10 | 11 | 12 | 13 | 14 | 15 | 16 | 17 | 18 | 19 | 20 | 21 | 22 | 23 | 24 | 25 | 26 | 27 | 28 | 29 | 30 | 31 | 32 | 33 | 34 | 35 | 36 | 37 | 38 |
| Equipo / Jornada        |    |    |    |    |    |    |    |    |    |    |    |    |    |    |    |    |    |    |    |    |    |    |    |    |    |    |    |    |    |    |    |    |    |    |    |    |    |    |
| ----------------------- | -- | -- | -- | -- | -- | -- | -- | -- | -- | -- | -- | -- | -- | -- | -- | -- | -- | -- | -- | -- | -- | -- | -- | -- | -- | -- | -- | -- | -- | -- | -- | -- | -- | -- | -- | -- | -- | -- |
| Manchester City2        | 3  | 5  | 4  | 2  | 1  | 1  | 1  | 1  | 1  | 1  | 1  | 1  | 1  | 1  | 1  | 1  | 1  | 1  | 1  | 1  | 1  | 1  | 1  | 1  | 1  | 1  | 1  | 1  | 1  | 1  | 1  | 1  | 1  | 1  | 1  | 1  | 1  | 1  |
| Manchester United2      | 1  | 1  | 1  | 1  | 2  | 2  | 2  | 2  | 2  | 2  | 2  | 2  | 2  | 2  | 2  | 2  | 2  | 2  | 2  | 2  | 3  | 2  | 2  | 2  | 2  | 2  | 2  | 2  | 2  | 2  | 2  | 2  | 2  | 2  | 2  | 2  | 2  | 2  |
| Tottenham Hotspur2      | 4  | 10 | 9  | 5  | 5  | 4  | 3  | 3  | 3  | 3  | 3  | 4  | 5  | 7  | 6  | 6  | 4  | 7  | 5  | 5  | 6  | 5  | 5  | 5  | 5  | 5  | 5  | 4  | 4  | 3  | 4  | 4  | 4  | 4  | 4  | 4  | 3  | 3  |
| Liverpool               | 9  | 6  | 2  | 8  | 8  | 5  | 7  | 8  | 9  | 6  | 5  | 5  | 6  | 5  | 4  | 4  | 5  | 4  | 4  | 4  | 4  | 4  | 3  | 4  | 3  | 3  | 3  | 3  | 3  | 4  | 3  | 3  | 3  | 3  | 3  | 3  | 4  | 4  |
| Chelsea1 3              | 14 | 12 | 6  | 3  | 3  | 3  | 4  | 5  | 4  | 4  | 4  | 3  | 3  | 3  | 3  | 3  | 3  | 3  | 3  | 3  | 2  | 3  | 4  | 3  | 4  | 4  | 4  | 5  | 5  | 5  | 5  | 5  | 5  | 5  | 5  | 5  | 5  | 5  |
| Arsenal2                | 5  | 11 | 16 | 11 | 12 | 7  | 5  | 6  | 5  | 5  | 6  | 6  | 4  | 4  | 5  | 5  | 7  | 5  | 6  | 6  | 5  | 6  | 6  | 6  | 6  | 6  | 6  | 6  | 6  | 6  | 6  | 6  | 6  | 6  | 6  | 6  | 6  | 6  |
| Burnley1                | 6  | 13 | 10 | 7  | 7  | 9  | 6  | 7  | 8  | 7  | 7  | 7  | 7  | 6  | 7  | 7  | 6  | 6  | 7  | 7  | 7  | 7  | 7  | 8  | 7  | 7  | 7  | 7  | 7  | 7  | 7  | 7  | 7  | 7  | 7  | 7  | 7  | 7  |
| Everton                 | 7  | 8  | 12 | 16 | 18 | 14 | 16 | 16 | 18 | 18 | 15 | 16 | 16 | 13 | 10 | 10 | 10 | 9  | 9  | 9  | 9  | 9  | 9  | 9  | 9  | 10 | 9  | 9  | 11 | 9  | 9  | 9  | 9  | 9  | 8  | 8  | 8  | 8  |
| Leicester City2         | 13 | 9  | 15 | 17 | 15 | 17 | 17 | 18 | 14 | 11 | 12 | 12 | 12 | 9  | 9  | 8  | 8  | 8  | 8  | 8  | 8  | 8  | 8  | 7  | 8  | 8  | 8  | 8  | 8  | 8  | 8  | 8  | 8  | 8  | 9  | 9  | 9  | 9  |
| Newcastle United2       | 18 | 17 | 14 | 10 | 4  | 10 | 9  | 9  | 7  | 9  | 11 | 11 | 14 | 12 | 15 | 16 | 16 | 18 | 15 | 15 | 16 | 13 | 15 | 15 | 14 | 16 | 13 | 15 | 16 | 13 | 13 | 12 | 10 | 10 | 10 | 10 | 10 | 10 |
| Crystal Palace          | 19 | 19 | 19 | 20 | 20 | 20 | 20 | 20 | 20 | 20 | 20 | 20 | 20 | 20 | 18 | 20 | 18 | 14 | 16 | 16 | 17 | 14 | 12 | 13 | 13 | 14 | 15 | 17 | 18 | 18 | 16 | 17 | 17 | 16 | 14 | 11 | 11 | 11 |
| Bournemouth             | 15 | 16 | 18 | 19 | 19 | 19 | 19 | 19 | 19 | 19 | 17 | 13 | 13 | 15 | 14 | 14 | 14 | 16 | 18 | 18 | 14 | 16 | 13 | 12 | 10 | 9  | 10 | 11 | 12 | 12 | 10 | 10 | 11 | 11 | 11 | 12 | 12 | 12 |
| West Ham United2        | 20 | 20 | 20 | 18 | 17 | 18 | 15 | 15 | 16 | 16 | 18 | 18 | 18 | 18 | 19 | 18 | 19 | 15 | 17 | 17 | 18 | 15 | 11 | 11 | 12 | 12 | 12 | 13 | 14 | 16 | 17 | 14 | 14 | 14 | 15 | 15 | 15 | 13 |
| Watford                 | 10 | 4  | 7  | 4  | 11 | 6  | 8  | 4  | 6  | 8  | 9  | 8  | 8  | 8  | 8  | 9  | 9  | 10 | 10 | 10 | 10 | 10 | 10 | 10 | 11 | 11 | 11 | 10 | 9  | 10 | 11 | 11 | 12 | 12 | 12 | 13 | 13 | 14 |
| Brighton & Hove Albion2 | 17 | 18 | 17 | 14 | 16 | 13 | 14 | 14 | 12 | 12 | 8  | 9  | 9  | 10 | 12 | 13 | 13 | 13 | 12 | 12 | 12 | 12 | 16 | 16 | 15 | 13 | 14 | 12 | 10 | 11 | 12 | 13 | 13 | 13 | 13 | 14 | 14 | 15 |
| Huddersfield Town3      | 2  | 2  | 3  | 6  | 6  | 8  | 11 | 12 | 11 | 13 | 10 | 10 | 11 | 14 | 16 | 12 | 12 | 11 | 11 | 11 | 11 | 11 | 14 | 14 | 17 | 19 | 17 | 14 | 15 | 15 | 15 | 16 | 16 | 15 | 16 | 16 | 16 | 16 |
| Southampton2            | 11 | 7  | 8  | 13 | 9  | 11 | 12 | 11 | 10 | 10 | 13 | 14 | 10 | 11 | 11 | 11 | 11 | 12 | 13 | 14 | 13 | 17 | 17 | 18 | 18 | 15 | 18 | 16 | 17 | 17 | 18 | 18 | 18 | 18 | 18 | 18 | 17 | 17 |
| Swansea City2           | 12 | 15 | 13 | 15 | 14 | 15 | 18 | 13 | 15 | 17 | 19 | 19 | 19 | 19 | 20 | 19 | 20 | 20 | 20 | 20 | 20 | 20 | 20 | 20 | 19 | 17 | 16 | 18 | 13 | 14 | 14 | 15 | 15 | 17 | 17 | 17 | 18 | 18 |
| Stoke City              | 16 | 14 | 11 | 12 | 13 | 16 | 13 | 17 | 17 | 14 | 14 | 15 | 15 | 16 | 13 | 15 | 15 | 17 | 14 | 13 | 15 | 18 | 18 | 17 | 16 | 18 | 19 | 19 | 19 | 19 | 19 | 19 | 19 | 19 | 19 | 19 | 20 | 19 |
| West Bromwich Albion    | 8  | 3  | 5  | 9  | 10 | 12 | 10 | 10 | 13 | 15 | 16 | 17 | 17 | 17 | 17 | 17 | 17 | 19 | 19 | 19 | 19 | 19 | 19 | 19 | 20 | 20 | 20 | 20 | 20 | 20 | 20 | 20 | 20 | 20 | 20 | 20 | 19 | 20 |

Notas:
- 1 Posiciones de Burnley y Chelsea de la fecha 31 hasta la 34 con un partido pendiente por el aplazamiento de su encuentro en la jornada 31 por los Cuartos de Final de la FA Cup 2017-18.
- 2 Posiciones de Swansea City, Southampton, Leicester City, Arsenal, Manchester City, Brighton and Hove Albion, Tottenham Hotspur, Newcastle United, West Ham United y Manchester United de la fecha 31 hasta la 37 con un partido pendiente por el aplazamiento de sus encuentros en la jornada 31 por los Cuartos de Final de la FA Cup 2017-18.
- 3 Posiciones de Chelsea y Huddersfield Town de la fecha 35 hasta la 37 con un partido pendiente por el aplazamiento de su encuentro en la jornada 35.

## Resultados
- Los horarios corresponden al huso horario del Reino Unido (Hora de Europa Occidental): UTC+0 en horario estándar y UTC+1 en horario de verano

### Primera vuelta
| Arsenal                | 4 - 3 | Leicester City    | Emirates Stadium  | 11 de agosto | 19:45 |
| Watford                | 3 - 3 | Liverpool         | Vicarage Road     | 12 de agosto | 12:30 |
| Chelsea                | 2 - 3 | Burnley           | Stamford Bridge   | 12 de agosto | 15:00 |
| Crystal Palace         | 0 - 3 | Huddersfield Town | Selhurst Park     | 12 de agosto | 15:00 |
| Everton                | 1 - 0 | Stoke City        | Goodison Park     | 12 de agosto | 15:00 |
| Southampton            | 0 - 0 | Swansea City      | St Mary's Stadium | 12 de agosto | 15:00 |
| West Bromwich Albion   | 1 - 0 | Bournemouth       | The Hawthorns     | 12 de agosto | 15:00 |
| Brighton & Hove Albion | 0 - 2 | Manchester City   | Amex Stadium      | 12 de agosto | 17:30 |
| Newcastle United       | 0 - 2 | Tottenham Hotspur | St James' Park    | 13 de agosto | 13:30 |
| Manchester United      | 4 - 0 | West Ham United   | Old Trafford      | 13 de agosto | 16:00 |

| Swansea City      | 0 - 4 | Manchester United      | Liberty Stadium      | 19 de agosto | 12:30 |
| Bournemouth       | 0 - 2 | Watford                | Vitality Stadium     | 19 de agosto | 15:00 |
| Burnley           | 0 - 1 | West Bromwich Albion   | Turf Moor            | 19 de agosto | 15:00 |
| Leicester City    | 2 - 0 | Brighton & Hove Albion | King Power Stadium   | 19 de agosto | 15:00 |
| Liverpool         | 1 - 0 | Crystal Palace         | Anfield              | 19 de agosto | 15:00 |
| Southampton       | 3 - 2 | West Ham United        | St Mary's Stadium    | 19 de agosto | 15:00 |
| Stoke City        | 1 - 0 | Arsenal                | Bet365 Stadium       | 19 de agosto | 17:30 |
| Huddersfield Town | 1 - 0 | Newcastle United       | John Smith's Stadium | 20 de agosto | 13:30 |
| Tottenham Hotspur | 1 - 2 | Chelsea                | Wembley Stadium      | 20 de agosto | 16:00 |
| Manchester City   | 1 - 1 | Everton                | Etihad Stadium       | 21 de agosto | 20:00 |

| Bournemouth          | 1 - 2 | Manchester City        | Vitality Stadium     | 26 de agosto | 12:30 |
| Crystal Palace       | 0 - 2 | Swansea City           | Selhurst Park        | 26 de agosto | 15:00 |
| Huddersfield Town    | 0 - 0 | Southampton            | John Smith's Stadium | 26 de agosto | 15:00 |
| Newcastle United     | 3 - 0 | West Ham United        | St James' Park       | 26 de agosto | 15:00 |
| Watford              | 0 - 0 | Brighton & Hove Albion | Vicarage Road        | 26 de agosto | 15:00 |
| Manchester United    | 2 - 0 | Leicester City         | Old Trafford         | 26 de agosto | 17:30 |
| Chelsea              | 2 - 0 | Everton                | Stamford Bridge      | 27 de agosto | 13:30 |
| West Bromwich Albion | 1 - 1 | Stoke City             | The Hawthorns        | 27 de agosto | 13:30 |
| Liverpool            | 4 - 0 | Arsenal                | Anfield              | 27 de agosto | 16:00 |
| Tottenham Hotspur    | 1 - 1 | Burnley                | Wembley Stadium      | 27 de agosto | 16:00 |

| Manchester City        | 5 - 0 | Liverpool            | Etihad Stadium      | 9 de septiembre  | 12:30 |
| Arsenal                | 3 - 0 | Bournemouth          | Emirates Stadium    | 9 de septiembre  | 15:00 |
| Brighton & Hove Albion | 3 - 1 | West Bromwich Albion | Amex Stadium        | 9 de septiembre  | 15:00 |
| Everton                | 0 - 3 | Tottenham Hotspur    | Goodison Park       | 9 de septiembre  | 15:00 |
| Leicester City         | 1 - 2 | Chelsea              | King Power Stadium  | 9 de septiembre  | 15:00 |
| Southampton            | 0 - 2 | Watford              | St Mary's Stadium   | 9 de septiembre  | 15:00 |
| Stoke City             | 2 - 2 | Manchester United    | Bet365 Stadium      | 9 de septiembre  | 17:30 |
| Burnley                | 1 - 0 | Crystal Palace       | Turf Moor           | 10 de septiembre | 12:30 |
| Swansea City           | 0 - 1 | Newcastle United     | Liberty Stadium     | 10 de septiembre | 16:00 |
| West Ham United        | 2 - 0 | Huddersfield Town    | Olímpico de Londres | 11 de septiembre | 20:00 |

| Bournemouth          | 2 - 1 | Brighton & Hove Albion | Vitality Stadium     | 15 de septiembre | 20:00 |
| Crystal Palace       | 0 - 1 | Southampton            | Selhurst Park        | 16 de septiembre | 12:30 |
| Huddersfield Town    | 1 - 1 | Leicester City         | John Smith's Stadium | 16 de septiembre | 15:00 |
| Liverpool            | 1 - 1 | Burnley                | Anfield              | 16 de septiembre | 15:00 |
| Newcastle United     | 2 - 1 | Stoke City             | St James' Park       | 16 de septiembre | 15:00 |
| Watford              | 0 - 6 | Manchester City        | Vicarage Road        | 16 de septiembre | 15:00 |
| West Bromwich Albion | 0 - 0 | West Ham United        | The Hawthorns        | 16 de septiembre | 15:00 |
| Tottenham Hotspur    | 0 - 0 | Swansea City           | Wembley Stadium      | 16 de septiembre | 17:30 |
| Chelsea              | 0 - 0 | Arsenal                | Stamford Bridge      | 17 de septiembre | 13:30 |
| Manchester United    | 4 - 0 | Everton                | Old Trafford         | 17 de septiembre | 16:00 |

| West Ham United        | 2 - 3 | Tottenham Hotspur    | Olímpico de Londres | 23 de septiembre | 12:30 |
| Burnley                | 0 - 0 | Huddersfield Town    | Turf Moor           | 23 de septiembre | 15:00 |
| Everton                | 2 - 1 | Bournemouth          | Goodison Park       | 23 de septiembre | 15:00 |
| Manchester City        | 5 - 0 | Crystal Palace       | Etihad Stadium      | 23 de septiembre | 15:00 |
| Southampton            | 0 - 1 | Manchester United    | St Mary's Stadium   | 23 de septiembre | 15:00 |
| Stoke City             | 0 - 4 | Chelsea              | Bet365 Stadium      | 23 de septiembre | 15:00 |
| Swansea City           | 1 - 2 | Watford              | Liberty Stadium     | 23 de septiembre | 15:00 |
| Leicester City         | 2 - 3 | Liverpool            | King Power Stadium  | 23 de septiembre | 17:30 |
| Brighton & Hove Albion | 1 - 0 | Newcastle United     | Amex Stadium        | 24 de septiembre | 16:00 |
| Arsenal                | 2 - 0 | West Bromwich Albion | Emirates Stadium    | 25 de septiembre | 20:00 |

| Huddersfield Town    | 0 - 4 | Tottenham Hotspur      | John Smith's Stadium | 30 de septiembre | 12:30 |
| Bournemouth          | 0 - 0 | Leicester City         | Vitality Stadium     | 30 de septiembre | 15:00 |
| Manchester United    | 4 - 0 | Crystal Palace         | Old Trafford         | 30 de septiembre | 15:00 |
| Stoke City           | 2 - 1 | Southampton            | Bet365 Stadium       | 30 de septiembre | 15:00 |
| West Bromwich Albion | 2 - 2 | Watford                | The Hawthorns        | 30 de septiembre | 15:00 |
| West Ham United      | 1 - 0 | Swansea City           | Olímpico de Londres  | 30 de septiembre | 15:00 |
| Chelsea              | 0 - 1 | Manchester City        | Stamford Bridge      | 30 de septiembre | 17:30 |
| Arsenal              | 2 - 0 | Brighton & Hove Albion | Emirates Stadium     | 1 de octubre     | 12:00 |
| Everton              | 0 - 1 | Burnley                | Goodison Park        | 1 de octubre     | 14:15 |
| Newcastle United     | 1 - 1 | Liverpool              | St James' Park       | 1 de octubre     | 16:30 |

| Liverpool              | 0 - 0 | Manchester United    | Anfield            | 14 de octubre | 12:30 |
| Burnley                | 1 - 1 | West Ham United      | Turf Moor          | 14 de octubre | 15:00 |
| Crystal Palace         | 2 - 1 | Chelsea              | Selhurst Park      | 14 de octubre | 15:00 |
| Manchester City        | 7 - 2 | Stoke City           | Etihad Stadium     | 14 de octubre | 15:00 |
| Swansea City           | 2 - 0 | Huddersfield Town    | Liberty Stadium    | 14 de octubre | 15:00 |
| Tottenham Hotspur      | 1 - 0 | Bournemouth          | Wembley Stadium    | 14 de octubre | 15:00 |
| Watford                | 2 - 1 | Arsenal              | Vicarage Road      | 14 de octubre | 17:30 |
| Brighton & Hove Albion | 1 - 1 | Everton              | Amex Stadium       | 15 de octubre | 13:30 |
| Southampton            | 2 - 2 | Newcastle United     | St Mary's Stadium  | 15 de octubre | 16:00 |
| Leicester City         | 1 - 1 | West Bromwich Albion | King Power Stadium | 16 de octubre | 20:00 |

| West Ham United   | 0 - 3 | Brighton & Hove Albion | Olímpico de Londres  | 20 de octubre | 20:00 |
| Chelsea           | 4 - 2 | Watford                | Stamford Bridge      | 21 de octubre | 12:30 |
| Huddersfield Town | 2 - 1 | Manchester United      | John Smith's Stadium | 21 de octubre | 15:00 |
| Manchester City   | 3 - 0 | Burnley                | Etihad Stadium       | 21 de octubre | 15:00 |
| Newcastle United  | 1 - 0 | Crystal Palace         | St James' Park       | 21 de octubre | 15:00 |
| Stoke City        | 1 - 2 | Bournemouth            | Bet365 Stadium       | 21 de octubre | 15:00 |
| Swansea City      | 1 - 2 | Leicester City         | Liberty Stadium      | 21 de octubre | 15:00 |
| Southampton       | 1 - 0 | West Bromwich Albion   | St Mary's Stadium    | 21 de octubre | 17:30 |
| Everton           | 2 - 5 | Arsenal                | Goodison Park        | 22 de octubre | 13:30 |
| Tottenham Hotspur | 4 - 1 | Liverpool              | Wembley Stadium      | 22 de octubre | 16:00 |

| Manchester United      | 1 - 0 | Tottenham Hotspur | Old Trafford       | 28 de octubre | 12:30 |
| Arsenal                | 2 - 1 | Swansea City      | Emirates Stadium   | 28 de octubre | 15:00 |
| Crystal Palace         | 2 - 2 | West Ham United   | Selhurst Park      | 28 de octubre | 15:00 |
| Liverpool              | 3 - 0 | Huddersfield Town | Anfield            | 28 de octubre | 15:00 |
| Watford                | 0 - 1 | Stoke City        | Vicarage Road      | 28 de octubre | 15:00 |
| West Bromwich Albion   | 2 - 3 | Manchester City   | The Hawthorns      | 28 de octubre | 15:00 |
| Bournemouth            | 0 - 1 | Chelsea           | Vitality Stadium   | 28 de octubre | 17:30 |
| Brighton & Hove Albion | 1 - 1 | Southampton       | Amex Stadium       | 29 de octubre | 13:30 |
| Leicester City         | 2 - 0 | Everton           | King Power Stadium | 29 de octubre | 16:00 |
| Burnley                | 1 - 0 | Newcastle United  | Turf Moor          | 30 de octubre | 20:00 |

| Stoke City        | 2 - 2 | Leicester City         | Bet365 Stadium       | 4 de noviembre | 12:30 |
| Huddersfield Town | 1 - 0 | West Bromwich Albion   | John Smith's Stadium | 4 de noviembre | 15:00 |
| Newcastle United  | 0 - 1 | Bournemouth            | St James' Park       | 4 de noviembre | 15:00 |
| Southampton       | 0 - 1 | Burnley                | St Mary's Stadium    | 4 de noviembre | 15:00 |
| Swansea City      | 0 - 1 | Brighton & Hove Albion | Liberty Stadium      | 4 de noviembre | 15:00 |
| West Ham United   | 1 - 4 | Liverpool              | Olímpico de Londres  | 4 de noviembre | 17:30 |
| Tottenham Hotspur | 1 - 0 | Crystal Palace         | Wembley Stadium      | 5 de noviembre | 12:00 |
| Manchester City   | 3 - 1 | Arsenal                | Etihad Stadium       | 5 de noviembre | 14:15 |
| Chelsea           | 1 - 0 | Manchester United      | Stamford Bridge      | 5 de noviembre | 16:30 |
| Everton           | 3 - 2 | Watford                | Goodison Park        | 5 de noviembre | 16:30 |

| Arsenal                | 2 - 0 | Tottenham Hotspur | Emirates Stadium   | 18 de noviembre | 12:30 |
| Bournemouth            | 4 - 0 | Huddersfield Town | Vitality Stadium   | 18 de noviembre | 15:00 |
| Burnley                | 2 - 0 | Swansea City      | Turf Moor          | 18 de noviembre | 15:00 |
| Crystal Palace         | 2 - 2 | Everton           | Selhurst Park      | 18 de noviembre | 15:00 |
| Leicester City         | 0 - 2 | Manchester City   | King Power Stadium | 18 de noviembre | 15:00 |
| Liverpool              | 3 - 0 | Southampton       | Anfield            | 18 de noviembre | 15:00 |
| West Bromwich Albion   | 0 - 4 | Chelsea           | The Hawthorns      | 18 de noviembre | 15:00 |
| Manchester United      | 4 - 1 | Newcastle United  | Old Trafford       | 18 de noviembre | 17:30 |
| Watford                | 2 - 0 | West Ham United   | Vicarage Road      | 19 de noviembre | 16:00 |
| Brighton & Hove Albion | 2 - 2 | Stoke City        | Amex Stadium       | 20 de noviembre | 20:00 |

| West Ham United   | 1 - 1 | Leicester City         | Olímpico de Londres  | 24 de noviembre | 20:00 |
| Crystal Palace    | 2 - 1 | Stoke City             | Selhurst Park        | 25 de noviembre | 15:00 |
| Manchester United | 1 - 0 | Brighton & Hove Albion | Old Trafford         | 25 de noviembre | 15:00 |
| Newcastle United  | 0 - 3 | Watford                | St James' Park       | 25 de noviembre | 15:00 |
| Swansea City      | 0 - 0 | Bournemouth            | Liberty Stadium      | 25 de noviembre | 15:00 |
| Tottenham Hotspur | 1 - 1 | West Bromwich Albion   | Wembley Stadium      | 25 de noviembre | 15:00 |
| Liverpool         | 1 - 1 | Chelsea                | Anfield              | 25 de noviembre | 17:30 |
| Southampton       | 4 - 1 | Everton                | St Mary's Stadium    | 26 de noviembre | 13:30 |
| Burnley           | 0 - 1 | Arsenal                | Turf Moor            | 26 de noviembre | 14:00 |
| Huddersfield Town | 1 - 2 | Manchester City        | John Smith's Stadium | 26 de noviembre | 16:00 |

| Brighton & Hove Albion | 0 - 0 | Crystal Palace    | Amex Stadium       | 28 de noviembre | 19:45 |
| Leicester City         | 2 - 1 | Tottenham Hotspur | King Power Stadium | 28 de noviembre | 19:45 |
| Watford                | 2 - 4 | Manchester United | Vicarage Road      | 28 de noviembre | 20:00 |
| West Bromwich Albion   | 2 - 2 | Newcastle United  | The Hawthorns      | 28 de noviembre | 20:00 |
| Arsenal                | 5 - 0 | Huddersfield Town | Emirates Stadium   | 29 de noviembre | 19:45 |
| Bournemouth            | 1 - 2 | Burnley           | Vitality Stadium   | 29 de noviembre | 19:45 |
| Chelsea                | 1 - 0 | Swansea City      | Stamford Bridge    | 29 de noviembre | 19:45 |
| Everton                | 4 - 0 | West Ham United   | Goodison Park      | 29 de noviembre | 20:00 |
| Manchester City        | 2 - 1 | Southampton       | Etihad Stadium     | 29 de noviembre | 20:00 |
| Stoke City             | 0 - 3 | Liverpool         | Bet365 Stadium     | 29 de noviembre | 20:00 |

| Chelsea                | 3 - 1 | Newcastle United  | Stamford Bridge    | 2 de diciembre | 12:30 |
| Brighton & Hove Albion | 1 - 5 | Liverpool         | Amex Stadium       | 2 de diciembre | 15:00 |
| Everton                | 2 - 0 | Huddersfield Town | Goodison Park      | 2 de diciembre | 15:00 |
| Leicester City         | 1 - 0 | Burnley           | King Power Stadium | 2 de diciembre | 15:00 |
| Stoke City             | 2 - 1 | Swansea City      | Bet365 Stadium     | 2 de diciembre | 15:00 |
| Watford                | 1 - 1 | Tottenham Hotspur | Vicarage Road      | 2 de diciembre | 15:00 |
| West Bromwich Albion   | 0 - 0 | Crystal Palace    | The Hawthorns      | 2 de diciembre | 15:00 |
| Arsenal                | 1 - 3 | Manchester United | Emirates Stadium   | 2 de diciembre | 17:30 |
| Bournemouth            | 1 - 1 | Southampton       | Vitality Stadium   | 3 de diciembre | 13:30 |
| Manchester City        | 2 - 1 | West Ham United   | Etihad Stadium     | 3 de diciembre | 16:00 |

| West Ham United   | 1 - 0 | Chelsea                | Olímpico de Londres  | 9 de diciembre  | 12:30 |
| Burnley           | 1 - 0 | Watford                | Turf Moor            | 9 de diciembre  | 15:00 |
| Crystal Palace    | 2 - 2 | Bournemouth            | Selhurst Park        | 9 de diciembre  | 15:00 |
| Huddersfield Town | 2 - 0 | Brighton & Hove Albion | John Smith's Stadium | 9 de diciembre  | 15:00 |
| Swansea City      | 1 - 0 | West Bromwich Albion   | Liberty Stadium      | 9 de diciembre  | 15:00 |
| Tottenham Hotspur | 5 - 1 | Stoke City             | Wembley Stadium      | 9 de diciembre  | 15:00 |
| Newcastle United  | 2 - 3 | Leicester City         | St James' Park       | 9 de diciembre  | 17:30 |
| Southampton       | 1 - 1 | Arsenal                | St Mary's Stadium    | 10 de diciembre | 12:00 |
| Liverpool         | 1 - 1 | Everton                | Anfield              | 10 de diciembre | 14:15 |
| Manchester United | 1 - 2 | Manchester City        | Old Trafford         | 10 de diciembre | 16:30 |

| Burnley           | 1 - 0 | Stoke City             | Turf Moor            | 12 de diciembre | 19:45 |
| Huddersfield Town | 1 - 3 | Chelsea                | John Smith's Stadium | 12 de diciembre | 20:00 |
| Crystal Palace    | 2 - 1 | Watford                | Selhurst Park        | 12 de diciembre | 20:00 |
| Swansea City      | 0 - 4 | Manchester City        | Liberty Stadium      | 13 de diciembre | 19:45 |
| Newcastle United  | 0 - 1 | Everton                | St James' Park       | 13 de diciembre | 19:45 |
| Southampton       | 1 - 4 | Leicester City         | St Mary's Stadium    | 13 de diciembre | 19:45 |
| West Ham United   | 0 - 0 | Arsenal                | Olímpico de Londres  | 13 de diciembre | 20:00 |
| Manchester United | 1 - 0 | Bournemouth            | Old Trafford         | 13 de diciembre | 20:00 |
| Liverpool         | 0 - 0 | West Bromwich Albion   | Anfield              | 13 de diciembre | 20:00 |
| Tottenham Hotspur | 2 - 0 | Brighton & Hove Albion | Wembley Stadium      | 13 de diciembre | 20:00 |

| Leicester City         | 0 - 3 | Crystal Palace    | King Power Stadium | 16 de diciembre | 12:30 |
| Arsenal                | 1 - 0 | Newcastle United  | Emirates Stadium   | 16 de diciembre | 15:00 |
| Brighton & Hove Albion | 0 - 0 | Burnley           | Amex Stadium       | 16 de diciembre | 15:00 |
| Chelsea                | 1 - 0 | Southampton       | Stamford Bridge    | 16 de diciembre | 15:00 |
| Watford                | 1 - 4 | Huddersfield Town | Vicarage Road      | 16 de diciembre | 15:00 |
| Stoke City             | 0 - 3 | West Ham United   | Bet365 Stadium     | 16 de diciembre | 16:00 |
| Manchester City        | 4 - 1 | Tottenham Hotspur | Etihad Stadium     | 16 de diciembre | 17:30 |
| West Bromwich Albion   | 1 - 2 | Manchester United | The Hawthorns      | 17 de diciembre | 14:15 |
| Bournemouth            | 0 - 4 | Liverpool         | Vitality Stadium   | 17 de diciembre | 16:30 |
| Everton                | 3 - 1 | Swansea City      | Goodison Park      | 18 de diciembre | 20:00 |

| Arsenal                | 3 - 3 | Liverpool            | Emirates Stadium    | 22 de diciembre | 19:45 |
| Everton                | 0 - 0 | Chelsea              | Goodison Park       | 23 de diciembre | 12:30 |
| Brighton & Hove Albion | 1 - 0 | Watford              | Amex Stadium        | 23 de diciembre | 15:00 |
| Manchester City        | 4 - 0 | Bournemouth          | Etihad Stadium      | 23 de diciembre | 15:00 |
| Southampton            | 1 - 1 | Huddersfield Town    | St Mary's Stadium   | 23 de diciembre | 15:00 |
| Stoke City             | 3 - 1 | West Bromwich Albion | Bet365 Stadium      | 23 de diciembre | 15:00 |
| Swansea City           | 1 - 1 | Crystal Palace       | Liberty Stadium     | 23 de diciembre | 15:00 |
| West Ham United        | 2 - 3 | Newcastle United     | Olímpico de Londres | 23 de diciembre | 15:00 |
| Burnley                | 0 - 3 | Tottenham Hotspur    | Turf Moor           | 23 de diciembre | 17:30 |
| Leicester City         | 2 - 2 | Manchester United    | King Power Stadium  | 23 de diciembre | 19:45 |

### Segunda vuelta
| Tottenham Hotspur    | 5 - 2 | Southampton            | Wembley Stadium      | 26 de diciembre | 12:30 |
| Bournemouth          | 3 - 3 | West Ham United        | Vitality Stadium     | 26 de diciembre | 15:00 |
| Chelsea              | 2 - 0 | Brighton & Hove Albion | Stamford Bridge      | 26 de diciembre | 15:00 |
| Huddersfield Town    | 1 - 1 | Stoke City             | John Smith's Stadium | 26 de diciembre | 15:00 |
| Manchester United    | 2 - 2 | Burnley                | Old Trafford         | 26 de diciembre | 15:00 |
| Watford              | 2 - 1 | Leicester City         | Vicarage Road        | 26 de diciembre | 15:00 |
| West Bromwich Albion | 0 - 0 | Everton                | The Hawthorns        | 26 de diciembre | 15:00 |
| Liverpool            | 5 - 0 | Swansea City           | Anfield              | 26 de diciembre | 17:30 |
| Newcastle United     | 0 - 1 | Manchester City        | St James' Park       | 27 de diciembre | 19:45 |
| Crystal Palace       | 2 - 3 | Arsenal                | Selhurst Park        | 28 de diciembre | 20:00 |

| Bournemouth          | 2 - 1 | Everton                | Vitality Stadium     | 30 de diciembre | 15:00 |
| Chelsea              | 5 - 0 | Stoke City             | Stamford Bridge      | 30 de diciembre | 15:00 |
| Huddersfield Town    | 0 - 0 | Burnley                | John Smith's Stadium | 30 de diciembre | 15:00 |
| Liverpool            | 2 - 1 | Leicester City         | Anfield              | 30 de diciembre | 15:00 |
| Newcastle United     | 0 - 0 | Brighton & Hove Albion | St James' Park       | 30 de diciembre | 15:00 |
| Watford              | 1 - 2 | Swansea City           | Vicarage Road        | 30 de diciembre | 15:00 |
| Manchester United    | 0 - 0 | Southampton            | Old Trafford         | 30 de diciembre | 17:30 |
| Crystal Palace       | 0 - 0 | Manchester City        | Selhurst Park        | 31 de diciembre | 12:00 |
| West Bromwich Albion | 1 - 1 | Arsenal                | The Hawthorns        | 31 de diciembre | 16:30 |
| Tottenham Hotspur    | 1 - 1 | West Ham United        | Wembley Stadium      | 4 de enero      | 20:00 |

| Brighton & Hove Albion | 2 - 2 | Bournemouth          | Amex Stadium        | 1 de enero | 12:30 |
| Burnley                | 1 - 2 | Liverpool            | Turf Moor           | 1 de enero | 15:00 |
| Leicester City         | 3 - 0 | Huddersfield Town    | King Power Stadium  | 1 de enero | 15:00 |
| Stoke City             | 0 - 1 | Newcastle United     | Bet365 Stadium      | 1 de enero | 15:00 |
| Everton                | 0 - 2 | Manchester United    | Goodison Park       | 1 de enero | 17:30 |
| Southampton            | 1 - 2 | Crystal Palace       | St Mary's Stadium   | 2 de enero | 19:45 |
| Swansea City           | 0 - 2 | Tottenham Hotspur    | Liberty Stadium     | 2 de enero | 19:45 |
| West Ham United        | 2 - 1 | West Bromwich Albion | Olímpico de Londres | 2 de enero | 19:45 |
| Manchester City        | 3 - 1 | Watford              | Etihad Stadium      | 2 de enero | 20:00 |
| Arsenal                | 2 - 2 | Chelsea              | Emirates Stadium    | 3 de enero | 19:45 |

| Chelsea              | 0 - 0 | Leicester City         | Stamford Bridge      | 13 de enero | 15:00 |
| Crystal Palace       | 1 - 0 | Burnley                | Selhurst Park        | 13 de enero | 15:00 |
| Huddersfield Town    | 1 - 4 | West Ham United        | John Smith's Stadium | 13 de enero | 15:00 |
| Newcastle United     | 1 - 1 | Swansea City           | St James' Park       | 13 de enero | 15:00 |
| Watford              | 2 - 2 | Southampton            | Vicarage Road        | 13 de enero | 15:00 |
| West Bromwich Albion | 2 - 0 | Brighton & Hove Albion | The Hawthorns        | 13 de enero | 15:00 |
| Tottenham Hotspur    | 4 - 0 | Everton                | Wembley Stadium      | 13 de enero | 17:30 |
| Bournemouth          | 2 - 1 | Arsenal                | Vitality Stadium     | 14 de enero | 13:30 |
| Liverpool            | 4 - 3 | Manchester City        | Anfield              | 14 de enero | 16:00 |
| Manchester United    | 3 - 0 | Stoke City             | Old Trafford         | 15 de enero | 20:00 |

| Brighton & Hove Albion | 0 - 4 | Chelsea              | Amex Stadium        | 20 de enero | 12:30 |
| Arsenal                | 4 - 1 | Crystal Palace       | Emirates Stadium    | 20 de enero | 15:00 |
| Burnley                | 0 - 1 | Manchester United    | Turf Moor           | 20 de enero | 15:00 |
| Everton                | 1 - 1 | West Bromwich Albion | Goodison Park       | 20 de enero | 15:00 |
| Leicester City         | 2 - 0 | Watford              | King Power Stadium  | 20 de enero | 15:00 |
| Stoke City             | 2 - 0 | Huddersfield Town    | Bet365 Stadium      | 20 de enero | 15:00 |
| West Ham United        | 1 - 1 | Bournemouth          | Olímpico de Londres | 20 de enero | 15:00 |
| Manchester City        | 3 - 1 | Newcastle United     | Etihad Stadium      | 20 de enero | 17:30 |
| Southampton            | 1 - 1 | Tottenham Hotspur    | St Mary's Stadium   | 21 de enero | 16:00 |
| Swansea City           | 1 - 0 | Liverpool            | Liberty Stadium     | 22 de enero | 20:00 |

| Swansea City      | 3 - 1 | Arsenal                | Liberty Stadium      | 30 de enero | 19:45 |
| West Ham United   | 1 - 1 | Crystal Palace         | Olímpico de Londres  | 30 de enero | 19:45 |
| Huddersfield Town | 0 - 3 | Liverpool              | John Smith's Stadium | 30 de enero | 20:00 |
| Chelsea           | 0 - 3 | Bournemouth            | Stamford Bridge      | 31 de enero | 19:45 |
| Everton           | 2 - 1 | Leicester City         | Goodison Park        | 31 de enero | 19:45 |
| Newcastle United  | 1 - 1 | Burnley                | St James' Park       | 31 de enero | 19:45 |
| Southampton       | 1 - 1 | Brighton & Hove Albion | St Mary's Stadium    | 31 de enero | 19:45 |
| Manchester City   | 3 - 0 | West Bromwich Albion   | Etihad Stadium       | 31 de enero | 20:00 |
| Stoke City        | 0 - 0 | Watford                | Bet365 Stadium       | 31 de enero | 20:00 |
| Tottenham Hotspur | 2 - 0 | Manchester United      | Wembley Stadium      | 31 de enero | 20:00 |

| Burnley                | 1 - 1 | Manchester City   | Turf Moor          | 3 de febrero | 12:30 |
| Bournemouth            | 2 - 1 | Stoke City        | Vitality Stadium   | 3 de febrero | 15:00 |
| Brighton & Hove Albion | 3 - 1 | West Ham United   | Amex Stadium       | 3 de febrero | 15:00 |
| Leicester City         | 1 - 1 | Swansea City      | King Power Stadium | 3 de febrero | 15:00 |
| Manchester United      | 2 - 0 | Huddersfield Town | Old Trafford       | 3 de febrero | 15:00 |
| West Bromwich Albion   | 2 - 3 | Southampton       | The Hawthorns      | 3 de febrero | 15:00 |
| Arsenal                | 5 - 1 | Everton           | Emirates Stadium   | 3 de febrero | 17:30 |
| Crystal Palace         | 1 - 1 | Newcastle United  | Selhurst Park      | 4 de febrero | 14:15 |
| Liverpool              | 2 - 2 | Tottenham Hotspur | Anfield            | 4 de febrero | 16:30 |
| Watford                | 4 - 1 | Chelsea           | Vicarage Road      | 5 de febrero | 20:00 |

| Tottenham Hotspur | 1 - 0 | Arsenal                | Wembley Stadium      | 10 de febrero | 12:30 |
| Everton           | 3 - 1 | Crystal Palace         | Goodison Park        | 10 de febrero | 15:00 |
| Stoke City        | 1 - 1 | Brighton & Hove Albion | Bet365 Stadium       | 10 de febrero | 15:00 |
| Swansea City      | 1 - 0 | Burnley                | Liberty Stadium      | 10 de febrero | 15:00 |
| West Ham United   | 2 - 0 | Watford                | Olímpico de Londres  | 10 de febrero | 15:00 |
| Manchester City   | 5 - 1 | Leicester City         | Etihad Stadium       | 10 de febrero | 17:30 |
| Huddersfield Town | 4 - 1 | Bournemouth            | John Smith's Stadium | 11 de febrero | 12:00 |
| Newcastle United  | 1 - 0 | Manchester United      | St James' Park       | 11 de febrero | 14:15 |
| Southampton       | 0 - 2 | Liverpool              | St Mary's Stadium    | 11 de febrero | 16:30 |
| Chelsea           | 3 - 0 | West Bromwich Albion   | Stamford Bridge      | 12 de febrero | 20:00 |

| Leicester City         | 1 - 1 | Stoke City        | King Power Stadium | 24 de febrero | 12:30 |
| Bournemouth            | 2 - 2 | Newcastle United  | Vitality Stadium   | 24 de febrero | 15:00 |
| Brighton & Hove Albion | 4 - 1 | Swansea City      | Amex Stadium       | 24 de febrero | 15:00 |
| Burnley                | 1 - 1 | Southampton       | Turf Moor          | 24 de febrero | 15:00 |
| Liverpool              | 4 - 1 | West Ham United   | Anfield            | 24 de febrero | 15:00 |
| West Bromwich Albion   | 1 - 2 | Huddersfield Town | The Hawthorns      | 24 de febrero | 15:00 |
| Watford                | 1 - 0 | Everton           | Vicarage Road      | 24 de febrero | 17:30 |
| Crystal Palace         | 0 - 1 | Tottenham Hotspur | Selhurst Park      | 25 de febrero | 12:00 |
| Manchester United      | 2 - 1 | Chelsea           | Old Trafford       | 25 de febrero | 14:15 |
| Arsenal                | 0 - 3 | Manchester City   | Emirates Stadium   | 1 de marzo    | 19:45 |

| Burnley                | 2 - 1 | Everton              | Turf Moor          | 3 de marzo | 12:30 |
| Leicester City         | 1 - 1 | Bournemouth          | King Power Stadium | 3 de marzo | 15:00 |
| Southampton            | 0 - 0 | Stoke City           | St Mary's Stadium  | 3 de marzo | 15:00 |
| Swansea City           | 4 - 1 | West Ham United      | Liberty Stadium    | 3 de marzo | 15:00 |
| Tottenham Hotspur      | 2 - 0 | Huddersfield Town    | Wembley Stadium    | 3 de marzo | 15:00 |
| Watford                | 1 - 0 | West Bromwich Albion | Vicarage Road      | 3 de marzo | 15:00 |
| Liverpool              | 2 - 0 | Newcastle United     | Anfield            | 3 de marzo | 17:30 |
| Brighton & Hove Albion | 2 - 1 | Arsenal              | Amex Stadium       | 4 de marzo | 13:30 |
| Manchester City        | 1 - 0 | Chelsea              | Etihad Stadium     | 4 de marzo | 16:00 |
| Crystal Palace         | 2 - 3 | Manchester United    | Selhurst Park      | 5 de marzo | 20:00 |

| Manchester United    | 2 - 1 | Liverpool                | Old Trafford         | 10 de marzo | 12:30 |
| Everton              | 2 - 0 | Brighton and Hove Albion | Goodison Park        | 10 de marzo | 15:00 |
| Huddersfield Town    | 0 - 0 | Swansea City             | John Smith's Stadium | 10 de marzo | 15:00 |
| Newcastle United     | 3 - 0 | Southampton              | St James' Park       | 10 de marzo | 15:00 |
| West Bromwich Albion | 1 - 4 | Leicester City           | The Hawthorns        | 10 de marzo | 15:00 |
| West Ham United      | 0 - 3 | Burnley                  | Olímpico de Londres  | 10 de marzo | 15:00 |
| Chelsea              | 2 - 1 | Crystal Palace           | Stamford Bridge      | 10 de marzo | 17:30 |
| Arsenal              | 3 - 0 | Watford                  | Emirates Stadium     | 11 de marzo | 13:30 |
| Bournemouth          | 1 - 4 | Tottenham Hotspur        | Vitality Stadium     | 11 de marzo | 16:00 |
| Stoke City           | 0 - 2 | Manchester City          | Bet365 Stadium       | 12 de marzo | 20:00 |

| Bournemouth       | 2 - 1 | West Bromwich Albion     | Vitality Stadium     | 17 de marzo | 15:00 |
| Huddersfield Town | 0 - 2 | Crystal Palace           | John Smith's Stadium | 17 de marzo | 15:00 |
| Stoke City        | 1 - 2 | Everton                  | Bet365 Stadium       | 17 de marzo | 15:00 |
| Liverpool         | 5 - 0 | Watford                  | Anfield              | 17 de marzo | 17:30 |
| Burnley           | 1 - 2 | Chelsea                  | Turf Moor            | 19 de abril | 19:45 |
| Swansea City      | 0 - 1 | Southampton              | Liberty Stadium      | 8 de mayo   | 19:45 |
| Leicester City    | 3 - 1 | Arsenal                  | King Power Stadium   | 9 de mayo   | 19:45 |
| Manchester City   | 3 - 1 | Brighton and Hove Albion | Etihad Stadium       | 9 de mayo   | 20:00 |
| Tottenham Hotspur | 1 - 0 | Newcastle United         | Wembley Stadium      | 9 de mayo   | 20:00 |
| West Ham United   | 0 - 0 | Manchester United        | Olímpico de Londres  | 10 de mayo  | 19:45 |

| Crystal Palace         | 1 - 2 | Liverpool         | Selhurst Park       | 31 de marzo | 12:30 |
| Brighton & Hove Albion | 0 - 2 | Leicester City    | Amex Stadium        | 31 de marzo | 15:00 |
| Manchester United      | 2 - 0 | Swansea City      | Old Trafford        | 31 de marzo | 15:00 |
| Newcastle United       | 1 - 0 | Huddersfield Town | St James' Park      | 31 de marzo | 15:00 |
| Watford                | 2 - 2 | Bournemouth       | Vicarage Road       | 31 de marzo | 15:00 |
| West Bromwich Albion   | 1 - 2 | Burnley           | The Hawthorns       | 31 de marzo | 15:00 |
| West Ham United        | 3 - 0 | Southampton       | Olímpico de Londres | 31 de marzo | 15:00 |
| Everton                | 1 - 3 | Manchester City   | Goodison Park       | 31 de marzo | 17:30 |
| Arsenal                | 3 - 0 | Stoke City        | Emirates Stadium    | 1 de abril  | 13:30 |
| Chelsea                | 1 - 3 | Tottenham Hotspur | Stamford Bridge     | 1 de abril  | 16:00 |

| Everton                | 0 - 0 | Liverpool         | Goodison Park      | 7 de abril | 12:30 |
| Bournemouth            | 2 - 2 | Crystal Palace    | Vitality Stadium   | 7 de abril | 15:00 |
| Brighton & Hove Albion | 1 - 1 | Huddersfield Town | Amex Stadium       | 7 de abril | 15:00 |
| Leicester City         | 1 - 2 | Newcastle United  | King Power Stadium | 7 de abril | 15:00 |
| Stoke City             | 1 - 2 | Tottenham Hotspur | Bet365 Stadium     | 7 de abril | 15:00 |
| Watford                | 1 - 2 | Burnley           | Vicarage Road      | 7 de abril | 15:00 |
| West Bromwich Albion   | 1 - 1 | Swansea City      | The Hawthorns      | 7 de abril | 15:00 |
| Manchester City        | 2 - 3 | Manchester United | Etihad Stadium     | 7 de abril | 17:30 |
| Arsenal                | 3 - 2 | Southampton       | Emirates Stadium   | 8 de abril | 14:15 |
| Chelsea                | 1 - 1 | West Ham United   | Stamford Bridge    | 8 de abril | 16:30 |

| Southampton       | 2 - 3 | Chelsea                | St Mary's Stadium    | 14 de abril | 12:30 |
| Burnley           | 2 - 1 | Leicester City         | Turf Moor            | 14 de abril | 15:00 |
| Crystal Palace    | 3 - 2 | Brighton & Hove Albion | Selhurst Park        | 14 de abril | 15:00 |
| Huddersfield Town | 1 - 0 | Watford                | John Smith's Stadium | 14 de abril | 15:00 |
| Swansea City      | 1 - 1 | Everton                | Liberty Stadium      | 14 de abril | 15:00 |
| Liverpool         | 3 - 0 | Bournemouth            | Anfield              | 14 de abril | 17:30 |
| Tottenham Hotspur | 1 - 3 | Manchester City (C)    | Wembley Stadium      | 14 de abril | 19:45 |
| Newcastle United  | 2 - 1 | Arsenal                | St James' Park       | 15 de abril | 13:30 |
| Manchester United | 0 - 1 | West Bromwich Albion   | Old Trafford         | 15 de abril | 16:00 |
| West Ham United   | 1 - 1 | Stoke City             | Olímpico de Londres  | 16 de abril | 20:00 |

| Brighton & Hove Albion | 1 - 1 | Tottenham Hotspur | Amex Stadium       | 17 de abril | 19:45 |
| Bournemouth            | 0 - 2 | Manchester United | Vitality Stadium   | 18 de abril | 19:45 |
| Leicester City         | 0 - 0 | Southampton       | King Power Stadium | 19 de abril | 19:45 |
| West Bromwich Albion   | 2 - 2 | Liverpool         | The Hawthorns      | 21 de abril | 12:30 |
| Watford                | 0 - 0 | Crystal Palace    | Vicarage Road      | 21 de abril | 15:00 |
| Arsenal                | 4 - 1 | West Ham United   | Emirates Stadium   | 22 de abril | 13:30 |
| Stoke City             | 1 - 1 | Burnley           | Bet365 Stadium     | 22 de abril | 13:30 |
| Manchester City        | 5 - 0 | Swansea City      | Etihad Stadium     | 22 de abril | 16:30 |
| Everton                | 1 - 0 | Newcastle United  | Goodison Park      | 23 de abril | 20:00 |
| Chelsea                | 1 - 1 | Huddersfield Town | Stamford Bridge    | 9 de mayo   | 19:45 |

| Liverpool         | 0 - 0 | Stoke City             | Anfield              | 28 de abril | 12:30 |
| Burnley           | 0 - 0 | Brighton & Hove Albion | Turf Moor            | 28 de abril | 15:00 |
| Crystal Palace    | 5 - 0 | Leicester City         | Selhurst Park        | 28 de abril | 15:00 |
| Huddersfield Town | 0 - 2 | Everton                | John Smith's Stadium | 28 de abril | 15:00 |
| Newcastle United  | 0 - 1 | West Bromwich Albion   | St James' Park       | 28 de abril | 15:00 |
| Southampton       | 2 - 1 | Bournemouth            | St Mary's Stadium    | 28 de abril | 15:00 |
| Swansea City      | 0 - 1 | Chelsea                | Liberty Stadium      | 28 de abril | 17:30 |
| West Ham United   | 1 - 4 | Manchester City        | Olímpico de Londres  | 29 de abril | 14:15 |
| Manchester United | 2 - 1 | Arsenal                | Old Trafford         | 29 de abril | 16:30 |
| Tottenham Hotspur | 2 - 0 | Watford                | Wembley Stadium      | 30 de abril | 20:00 |

| Brighton & Hove Albion | 1 - 0 | Manchester United | Amex Stadium       | 4 de mayo | 20:00 |
| Stoke City             | 1 - 2 | Crystal Palace    | Bet365 Stadium     | 5 de mayo | 12:30 |
| Bournemouth            | 1 - 0 | Swansea City      | Vitality Stadium   | 5 de mayo | 15:00 |
| Leicester City         | 0 - 2 | West Ham United   | King Power Stadium | 5 de mayo | 15:00 |
| Watford                | 2 - 1 | Newcastle United  | Vicarage Road      | 5 de mayo | 15:00 |
| West Bromwich Albion   | 1 - 0 | Tottenham Hotspur | The Hawthorns      | 5 de mayo | 15:00 |
| Everton                | 1 - 1 | Southampton       | Goodison Park      | 5 de mayo | 17:30 |
| Manchester City        | 0 - 0 | Huddersfield Town | Etihad Stadium     | 6 de mayo | 13:30 |
| Arsenal                | 5 - 0 | Burnley           | Emirates Stadium   | 6 de mayo | 16:30 |
| Chelsea                | 1 - 0 | Liverpool         | Stamford Bridge    | 6 de mayo | 16:30 |

| Burnley           | 1 - 2 | Bournemouth            | Turf Moor            | 13 de mayo | 15:00 |
| Crystal Palace    | 2 - 0 | West Bromwich Albion   | Selhurst Park        | 13 de mayo | 15:00 |
| Huddersfield Town | 0 - 1 | Arsenal                | John Smith's Stadium | 13 de mayo | 15:00 |
| Liverpool         | 4 - 0 | Brighton & Hove Albion | Anfield              | 13 de mayo | 15:00 |
| Manchester United | 1 - 0 | Watford                | Old Trafford         | 13 de mayo | 15:00 |
| Newcastle United  | 3 - 0 | Chelsea                | St James' Park       | 13 de mayo | 15:00 |
| Southampton       | 0 - 1 | Manchester City        | St Mary's Stadium    | 13 de mayo | 15:00 |
| Swansea City      | 1 - 2 | Stoke City             | Liberty Stadium      | 13 de mayo | 15:00 |
| Tottenham Hotspur | 5 - 4 | Leicester City         | Wembley Stadium      | 13 de mayo | 15:00 |
| West Ham United   | 3 - 1 | Everton                | Olímpico de Londres  | 13 de mayo | 15:00 |

| |
| |
| Campeón Manchester City Football Club 5.° título de Primera División 3.er título de Premier League |

## Estadísticas
| Mohamed Salah                            | Liverpool              | 32 | 36 | 0.89 |
| Harry Kane                               | Tottenham Hotspur      | 30 | 37 | 0.81 |
| Sergio Agüero                            | Manchester City        | 21 | 25 | 0.84 |
| Jamie Vardy                              | Leicester City         | 20 | 37 | 0.54 |
| Raheem Sterling                          | Manchester City        | 18 | 33 | 0.55 |
| Romelu Lukaku                            | Manchester United      | 16 | 34 | 0.47 |
| Roberto Firmino                          | Liverpool              | 15 | 37 | 0.41 |
| Alexandre Lacazette                      | Arsenal                | 14 | 32 | 0.44 |
| Gabriel Jesus                            | Manchester City        | 13 | 29 | 0.45 |
| Eden Hazard                              | Chelsea                | 12 | 34 | 0.35 |
| Glenn Murray                             | Brighton & Hove Albion | 12 | 35 | 0.34 |
| Riyad Mahrez                             | Leicester City         | 12 | 36 | 0.33 |
| Heung-Min Son                            | Tottenham Hotspur      | 12 | 37 | 0.32 |
| Última actualización: 13 de mayo de 2018 |                        |    |    |      |

| Jugador            | Equipo                 | Autogoles |
| ------------------ | ---------------------- | --------- |
| Lewis Dunk         | Brighton & Hove Albion | 4         |
| César Azpilicueta  | Chelsea                | 1         |
| Eric Bailly        | Manchester United      | 1         |
| Michy Batshuayi    | Chelsea                | 1         |
| Gaëtan Bong        | Brighton & Hove Albion | 1         |
| Jack Butland       | Stoke City             | 1         |
| Steve Cook         | Bournemouth            | 1         |
| Karl Darlow        | Newcastle United       | 1         |
| Jonny Evans        | West Bromwich Albion   | 1         |
| Federico Fernández | Swansea City           | 1         |
| Christian Fuchs    | Leicester City         | 1         |
| Phil Jones         | Manchester United      | 1         |
| Christian Kabasele | Watford                | 1         |
| Martin Kelly       | Crystal Palace         | 1         |
| Kevin Long         | Burnley                | 1         |
| Jonas Lössl        | Huddersfield Town      | 1         |
| James McClean      | West Bromwich Albion   | 1         |
| Kyle Naughton      | Swansea City           | 1         |
| Nicolás Otamendi   | Manchester City        | 1         |
| Ayoze Pérez        | Newcastle United       | 1         |
| Davinson Sánchez   | Tottenham Hotspur      | 1         |
| Kasper Schmeichel  | Leicester City         | 1         |
| Ryan Shawcross     | Stoke City             | 1         |
| Kyle Walker        | Manchester City        | 1         |
| Joel Ward          | Crystal Palace         | 1         |
| DeAndre Yedlin     | Newcastle United       | 1         |
| Pablo Zabaleta     | West Ham United        | 1         |

| Kevin De Bruyne                          | Manchester City        | 16 | 37 |
| Leroy Sané                               | Manchester City        | 15 | 32 |
| David Silva                              | Manchester City        | 11 | 29 |
| Raheem Sterling                          | Manchester City        | 11 | 33 |
| Paul Pogba                               | Manchester United      | 10 | 27 |
| Dele Alli                                | Tottenham Hotspur      | 10 | 36 |
| Riyad Mahrez                             | Leicester City         | 10 | 36 |
| Mohamed Salah                            | Liverpool              | 10 | 36 |
| Christian Eriksen                        | Tottenham Hotspur      | 10 | 37 |
| Henrikh Mkhitaryan                       | Arsenal                | 9  | 26 |
| Mesut Özil                               | Arsenal                | 8  | 26 |
| Jóhann Guðmundsson                       | Burnley                | 8  | 35 |
| Pascal Groß                              | Brighton & Hove Albion | 8  | 38 |
| Última actualización: 13 de mayo de 2018 |                        |    |    |

## Datos y más estadísticas

### Récords de goles
- Primer gol de la temporada: Anotado por Alexandre Lacazette, para el Arsenal contra el Leicester City (11 de agosto de 2017).
- Último gol de la temporada: Anotado por Gabriel Jesus, para el Manchester City contra el Southampton (13 de mayo de 2018).
- Gol más rápido: Anotado a los 11 segundos por Christian Eriksen en el Tottenham Hotspur 2 - 0 Manchester United (31 de enero de 2018).
- Gol más cercano al final del encuentro: Anotado a los 90+7 minutos por Raheem Sterling en el Bournemouth 1 - 2 Manchester City (26 de agosto de 2017).

#### Hat-tricks o pókers
Aquí se encuentra la lista de hat-tricks y póker de goles (en general, tres o más goles marcados por un jugador en un mismo encuentro) conseguidos en la temporada.
| Fecha      | Jugador       | Goles                 | Local             | Resultado | Visitante         | Jornada    |
| ---------- | ------------- | --------------------- | ----------------- | --------- | ----------------- | ---------- |
| 16/9/2017  | Sergio Agüero | 27' · 31' · 81'       | Watford           | 0 - 6     | Manchester City   | Jornada 5  |
| 23/9/2017  | Álvaro Morata | 2' · 77' · 82'        | Stoke City        | 0 - 4     | Chelsea           | Jornada 6  |
| 18/11/2017 | Callum Wilson | 26' · 31' · 84'       | Bournemouth       | 4 - 0     | Huddersfield Town | Jornada 12 |
| 29/11/2017 | Wayne Rooney  | 18' · 28' · 66'       | Everton           | 4 - 0     | West Ham United   | Jornada 14 |
| 23/12/2017 | Harry Kane    | 7' (p) · 69' · 79'    | Burnley           | 0 - 3     | Tottenham Hotspur | Jornada 19 |
| 26/12/2017 | Harry Kane    | 22' · 39' · 67'       | Tottenham Hotspur | 5 - 2     | Southampton       | Jornada 20 |
| 20/1/2018  | Sergio Agüero | 34' · 63' (p) · 83'   | Manchester City   | 3 - 1     | Newcastle United  | Jornada 24 |
| 3/2/2018   | Aaron Ramsey  | 6' · 19' · 74'        | Arsenal           | 5 - 1     | Everton           | Jornada 26 |
| 10/2/2018  | Sergio Agüero | 48' · 53' · 77' · 90' | Manchester City   | 5 - 1     | Leicester City    | Jornada 27 |
| 17/3/2018  | Mohamed Salah | 4' · 43' · 77' · 85'  | Liverpool         | 5 - 0     | Watford           | Jornada 31 |

## Premios

### Premios mensuales[110]
| Mes        | Mánager del mes | Mánager del mes        | Jugador del mes | Jugador del mes   | Gol del mes      | Gol del mes       | Ref.                    |
| Mes        | Técnico         | Equipo                 | Jugador         | Equipo            | Jugador          | Equipo            | Ref.                    |
| ---------- | --------------- | ---------------------- | --------------- | ----------------- | ---------------- | ----------------- | ----------------------- |
| Agosto     | David Wagner    | Huddersfield Town      | Sadio Mané      | Liverpool         | Charlie Daniels  | Bournemouth       | [ 111 ] [ 112 ] [ 113 ] |
| Septiembre | Josep Guardiola | Manchester City        | Harry Kane      | Tottenham Hotspur | Antonio Valencia | Manchester United | [ 114 ] [ 115 ] [ 116 ] |
| Octubre    | Josep Guardiola | Manchester City        | Leroy Sané      | Manchester City   | Sofiane Boufal   | Southampton       | [ 117 ] [ 118 ] [ 119 ] |
| Noviembre  | Josep Guardiola | Manchester City        | Mohamed Salah   | Liverpool         | Wayne Rooney     | Everton           | [ 120 ] [ 121 ] [ 122 ] |
| Diciembre  | Josep Guardiola | Manchester City        | Harry Kane      | Tottenham Hotspur | Jermain Defoe    | Bournemouth       | [ 123 ] [ 124 ] [ 125 ] |
| Enero      | Eddie Howe      | Bournemouth            | Sergio Agüero   | Manchester City   | Willian Borges   | Chelsea           | [ 126 ] [ 127 ] [ 128 ] |
| Febrero    | Chris Hughton   | Brighton & Hove Albion | Mohamed Salah   | Liverpool         | Victor Wanyama   | Tottenham Hotspur | [ 129 ] [ 130 ] [ 131 ] |
| Marzo      | Sean Dyche      | Burnley                | Mohamed Salah   | Liverpool         | Jamie Vardy      | Leicester City    | [ 132 ] [ 133 ] [ 134 ] |

## Fichajes

### Fichajes más caros del mercado de verano
| Pos. | Jugador             | Club de destino        | Club de origen         | Precio (€) |
| ---- | ------------------- | ---------------------- | ---------------------- | ---------- |
| 1.º  | Romelu Lukaku       | Manchester United F.C. | Everton F.C.           | 84.700.000 |
| 3.º  | Benjamin Mendy      | Manchester City F.C.   | A.S. Monaco F.C.       | 57.500.000 |
| 4.º  | Alexandre Lacazette | Arsenal F.C.           | Olympique de Lyon      | 53.000.000 |
| 5.º  | Kyle Walker         | Manchester City F.C.   | Tottenham Hotspur F.C. | 51.000.000 |
| 6.º  | Bernardo Silva      | Manchester City F.C.   | A.S. Monaco F.C.       | 50.000.000 |
| 7.º  | Gylfi Sigurðsson    | Everton F.C.           | Swansea City A.F.C.    | 49.400.000 |
| 8.º  | Nemanja Matic       | Manchester United F.C. | Chelsea F.C.           | 44.700.000 |
| 9.º  | Mohamed Salah       | Liverpool F.C.         | A.S. Roma              | 42.000.000 |
| 10.º | Davinson Sánchez    | Tottenham Hotspur F.C. | Ajax de Ámsterdam      | 40.000.000 |
| 10.º | Tiémoué Bakayoko    | Chelsea F.C.           | A.S. Mónaco F.C.       | 40.000.000 |
| 10.º | Ederson Moraes      | Manchester City F.C.   | S. L. Benfica          | 40.000.000 |
|      |                     |                        |                        |            |

### Fichajes más caros del mercado de invierno
| Pos. | Jugador                   | Club de destino             | Club de origen           | Precio (€) |
| ---- | ------------------------- | --------------------------- | ------------------------ | ---------- |
| 1.º  | Virgil van Dijk           | Liverpool F.C.              | Southampton F.C.         | 78.800.000 |
| 2.º  | Alexis Sánchez            | Manchester United           | Arsenal F.C.             | 70.000.000 |
| 3.º  | Aymeric Laporte           | Manchester City             | Athletic Club            | 65.000.000 |
| 4.º  | Pierre-Emerick Aubameyang | Arsenal F.C.                | Borussia Dortmund        | 63.750.000 |
| 5.º  | Lucas Moura               | Tottenham Hotspur F.C.      | París Saint-Germain F.C. | 28.400.000 |
| 6.º  | André Ayew                | Swansea City A.F.C.         | West Ham United F.C.     | 22.800.000 |
| 7.º  | Theo Walcott              | Everton F.C.                | Arsenal F.C.             | 22.500.000 |
| 8.º  | Cenk Tosun                | Everton F.C.                | Beşiktaş J.K.            | 22.000.000 |
| 8.º  | Guido Carrillo            | Southampton F.C.            | A.S. Mónaco F.C.         | 22.000.000 |
| 9.º  | Emerson Palmieri          | Chelsea F.C.                | A.S. Roma                | 20.000.000 |
| 10.º | Olivier Giroud            | Chelsea F.C.                | Arsenal F.C.             | 17.000.000 |
| 10.º | Jürgen Locadia            | Brighton & Hove Albion F.C. | PSV Eindhoven            | 17.000.000 |